# Tenet
Tenet és una pel·lícula d'espies de 2020 escrita i dirigida per Christopher Nolan i produïda amb Emma Thomas. És una coproducció del Regne Unit i els Estats Units i és protagonitzada per John David Washington, Robert Pattinson, Elizabeth Debicki, Dimple Kapadia, Michael Caine i Kenneth Branagh. La trama segueix un agent secret que ha de manipular el temps per tal d'evitar la Tercera Guerra Mundial.
Nolan va trigar més de cinc anys per escriure'n el guió després de deliberar sobre les idees centrals de Tenet durant més d'una dècada. El càsting va començar el març de 2019, i el rodatge va començar el maig de 2019 i va tenir lloc a Dinamarca, Estònia, Índia, Itàlia, Noruega, Regne Unit i Estats Units. El cinematògraf Hoyte van Hoytema va rodar en 70 mm i IMAX.
L'estrena es va posposar tres voltes a causa de la pandèmia per coronavirus, però es va estrenar el 26 d'agost tant al Regne Unit com als territoris de parla catalana. Als Estats Units es va estrenar el 3 de setembre de 2020 en IMAX, 35 mm i 70 mm. La pel·lícula va rebre crítiques generalment positives dels crítics, que la van comparar favorablement a Origen de Nolan i van elogiar-ne les interpretacions del repartiment, encara que alguns van lamentar-ne la trama confusa i el to impassible. Ha estat subtitulada al català.

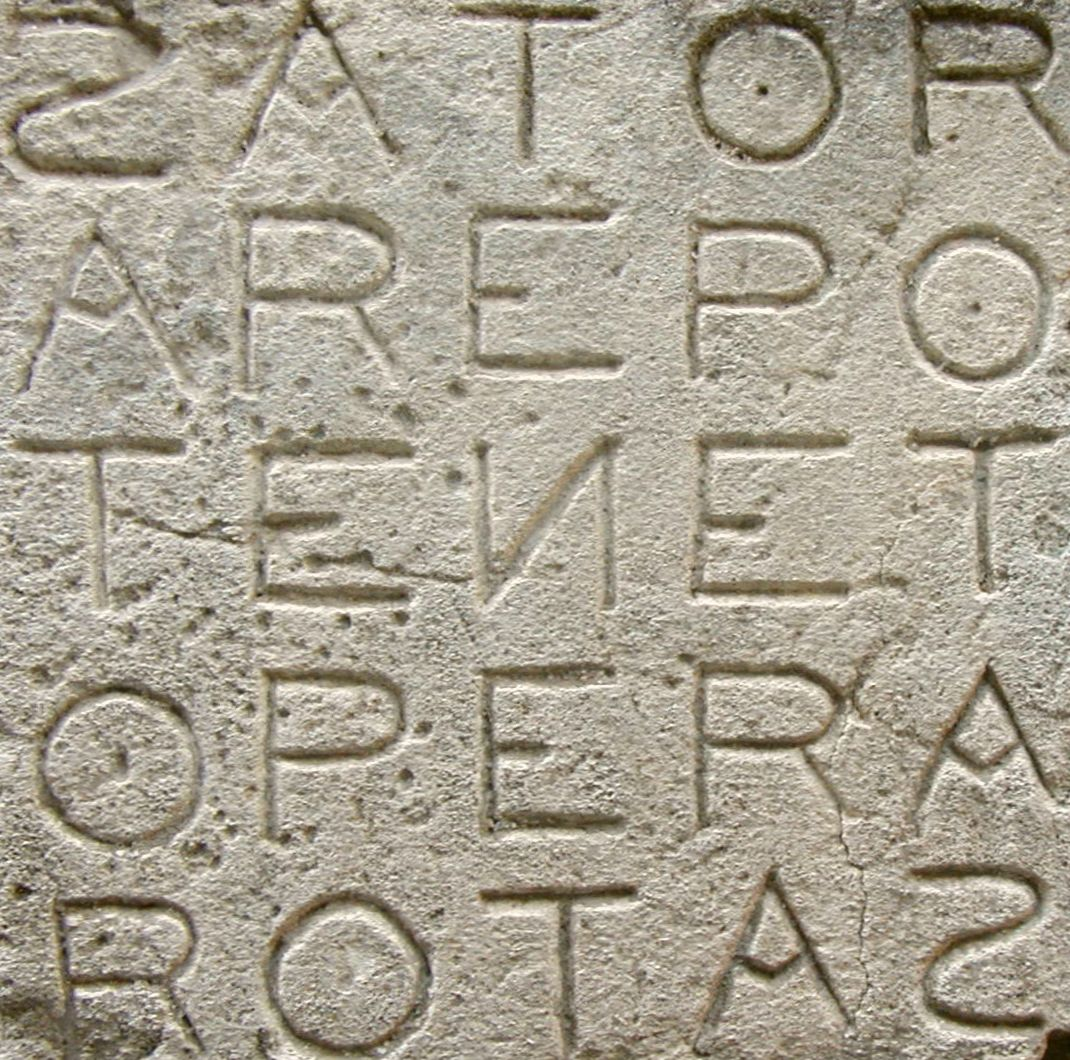
El títol i diversos noms de personatges i organitzacions esmentats a la pel·lícula (A.Sator; Arepo, el falsificador de Goya; i Rotas Security a Oslo Freeport) estan inspirats en el quadrat Sator, una enigmàtica inscripció palíndrom en llatí que diu: SATOR AREPO TENET OPERA ROTAS.

## Argument
En el món de l'espionatge internacional, un home (John David Washington) prefereix morir abans que lliurar els seus companys. Després d'aconseguir superar aquesta difícil prova, aquest home tindrà una important missió: evitar una nova amenaça molt més perillosa que la tercera guerra mundial. La clau serà una sola paraula: Tenet. La manera de veure el món d'una altra forma.

## Repartiment
- John David Washington com a Protagonista
- Robert Pattinson com a Neil, l'entrenador de Protagonista
- Elizabeth Debicki com a Kat, la dona desapareguda d'Andrei
- Dimple Kapadia com a Priya
- Michael Caine
- Kenneth Branagh com a Andrei Sator, oligarca rus que es comunica amb el futur
- Aaron Taylor-Johnson
- Clémence Poésy com a Barbara, científica
- Himesh Patel
- Denzil Smith com a traficant d'armes i marit de Priya
- Martin Donovan
- Sean Avery
- Jack Cutmore-Scott
- Rich Ceraulo Ko
- Fiona Dourif
- Yuri Kolokolnikov